# Landbrücke

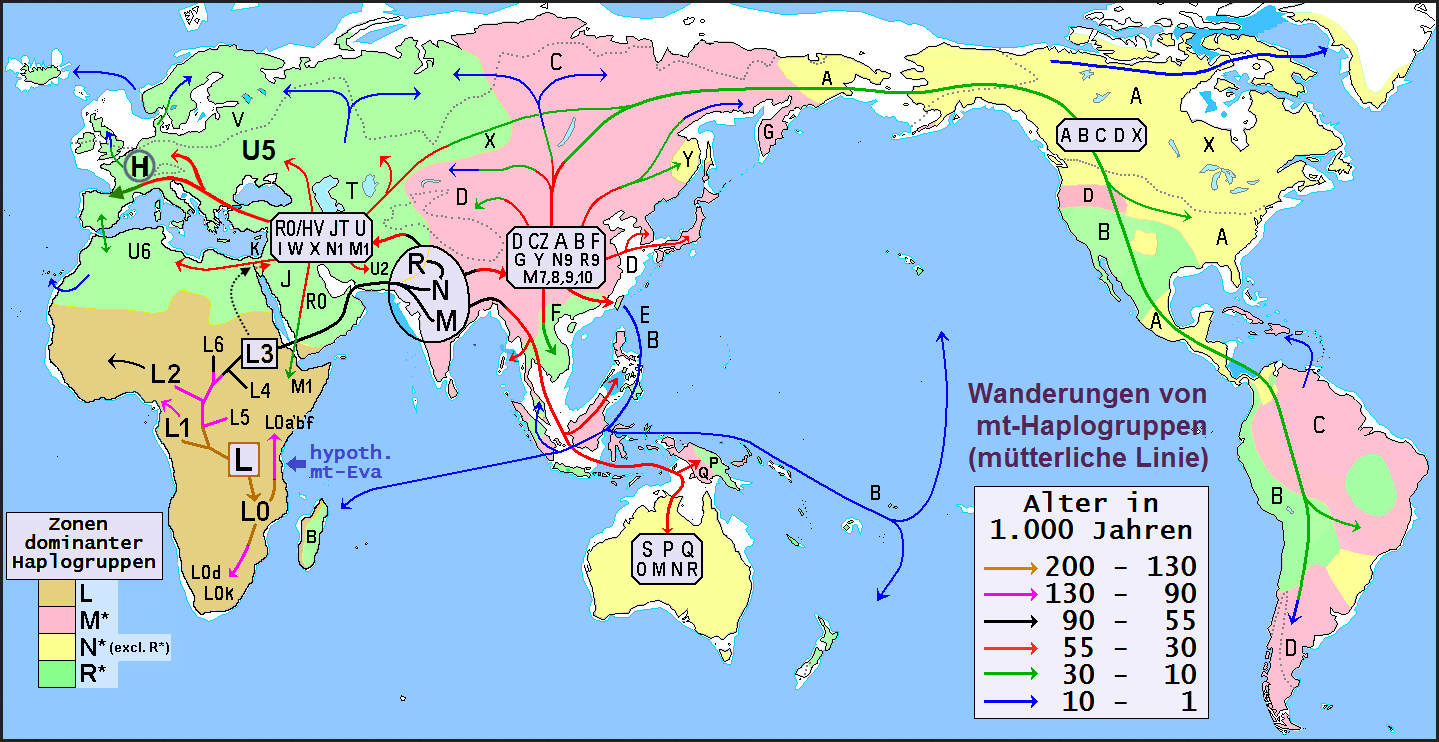
Die Ausbreitung des Menschen von Asien nach Amerika über die Landbrücke Beringia.

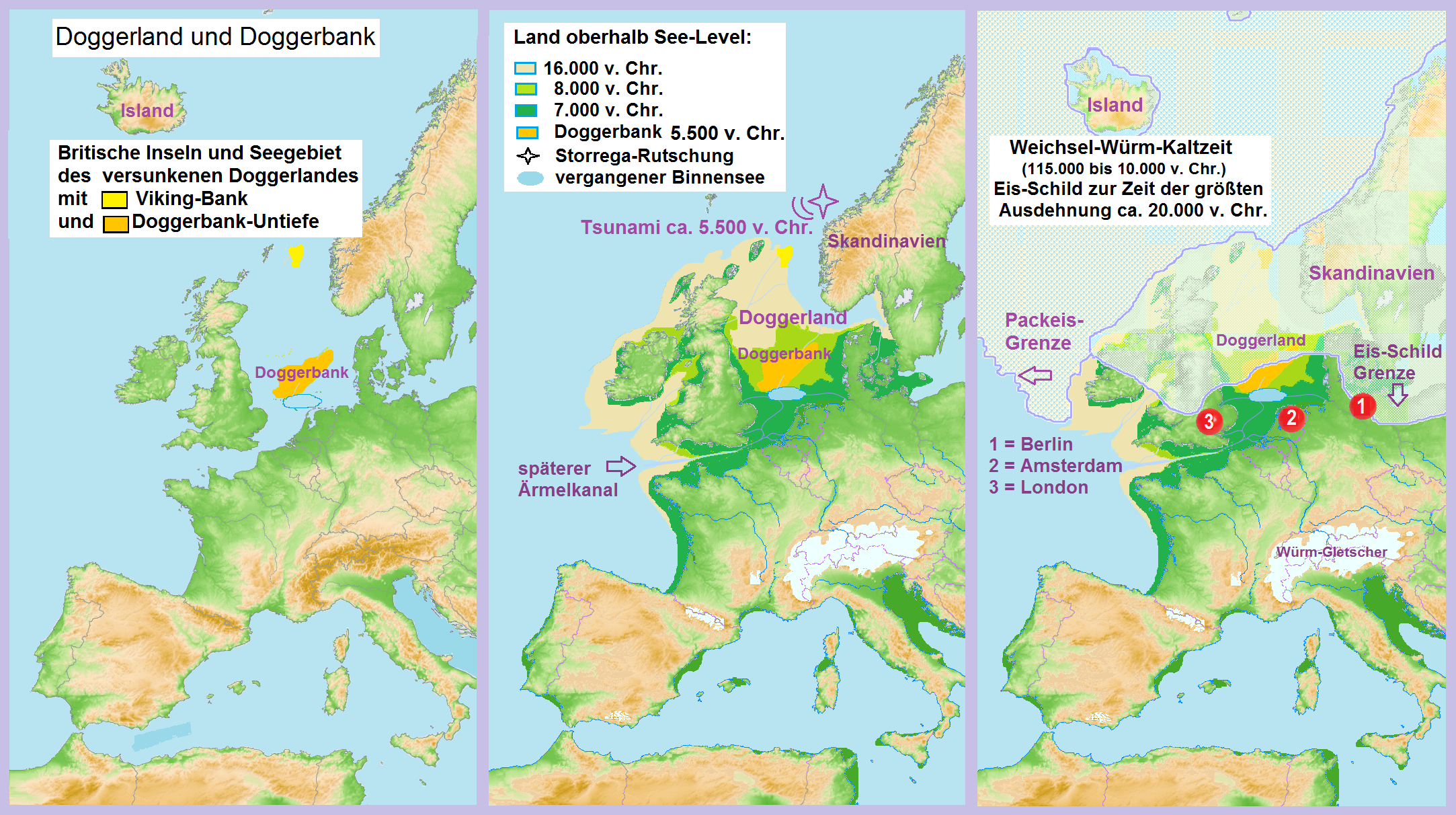
Die Landbrücke zwischen dem europäischen Festland und Britannien, Doggerland, war Durchzugs- und Siedlungsgebiet eiszeitlicher Jäger und Sammler.

Eine Landbrücke bezeichnet in der Geomorphologie einen Landstreifen, der zwei ansonsten durch Meere getrennte Landmassen verbindet. Der schmalste Punkt einer Landbrücke heißt Isthmus. Landbrücken entstehen durch das Absinken des Meeresspiegels (etwa während der letzten Kaltzeit), durch Plattentektonik, oder gelegentlich durch postglaziale Landhebung (siehe Regression (Geologie)). Landbrücken können auch wieder verschwinden, zum Beispiel durch plattentektonische Bewegungen oder das (Wieder)ansteigen des Meeresspiegels in einer Warmzeit (siehe Transgression (Geologie)).
Zu den Landbrücken zählen auch die aus Sanddünen bestehenden Tomboli und im weiteren Sinne auch vorübergehend auftretende Landstreifen zu (Halb)inseln in Seen und Flüssen sowie Sandbänke, die bei Niedrigwasser trockenfallen. Der Mensch hat zudem künstliche Landbrücken geschaffen und auf diese Weise Inseln zu Halbinseln gemacht.
Landbrücken sind in der Biogeographie von besonderer Bedeutung, da sie es Tieren und Pflanzen erleichtern, neue Gebiete zu kolonisieren (Faunen- und Florenaustausch).

## Beispiele
- Tertiär
  - Die Gibraltarschwelle, die vor etwa sechs bis fünf Millionen Jahren eine Landbrücke bildete und zur Messinischen Salinitätskrise führte
- Pleistozän und frühes Holozän:
  - Beringia (Beringbrücke) zwischen Asien und Nordamerika
  - Doggerland zwischen dem europäischen Festland und der britischen Insel
  - Die Adamsbrücke zwischen Indien und Sri Lanka[1]
  - Die Landbrücke in der Bass-Straße, die Tasmanien zeitweise mit den australischen Festland verband
- rezent
  - Der Isthmus von Panama, dessen Bildung vor drei Millionen Jahren den Großen Amerikanischen Faunenaustausch ermöglichte
  - Die  Sinai-Halbinsel, die Afrika und Eurasien verbindet

## Landbrücken-Hypothesen
Im 19. und 20. Jahrhundert wurden eine große Anzahl Landbrücken-Hypothesen zur Erklärung von voneinander weit entfernten Verbreitungsgebieten nahe verwandter Lebewesen aufgestellt. Die meisten dieser Hypothesen wurden jedoch mit der Erkenntnis der Plattentektonik und Kontinentaldrift obsolet.